# Liste der Monuments historiques in Bry-sur-Marne
Die Liste der Monuments historiques in Bry-sur-Marne führt die Monuments historiques in der französischen Stadt Bry-sur-Marne auf.

## Liste der Bauwerke
| Bezeichnung            | Beschreibung | Standort                                             | Kennzeichnung | Schutzstatus | Datum | Bild           |
| ---------------------- | ------------ | ---------------------------------------------------- | ------------- | ------------ | ----- | -------------- |
| Gymnase Léopold-Bellan |              | 67–67bis, avenue de Rigny Rue du 26-Août-1944 (Lage) | PA94000022    | Inscrit      | 2008  | weitere Bilder |
| Hôtel de Malestroit    |              | 2, Grande rue Charles-de-Gaulle (Lage)               | PA00079851    | Inscrit      | 1975  | weitere Bilder |
| Pfarrhaus              |              | 4, Grande rue Charles-de-Gaulle (Lage)               | PA00079852    | Inscrit      | 1975  |                |

## Liste der Objekte

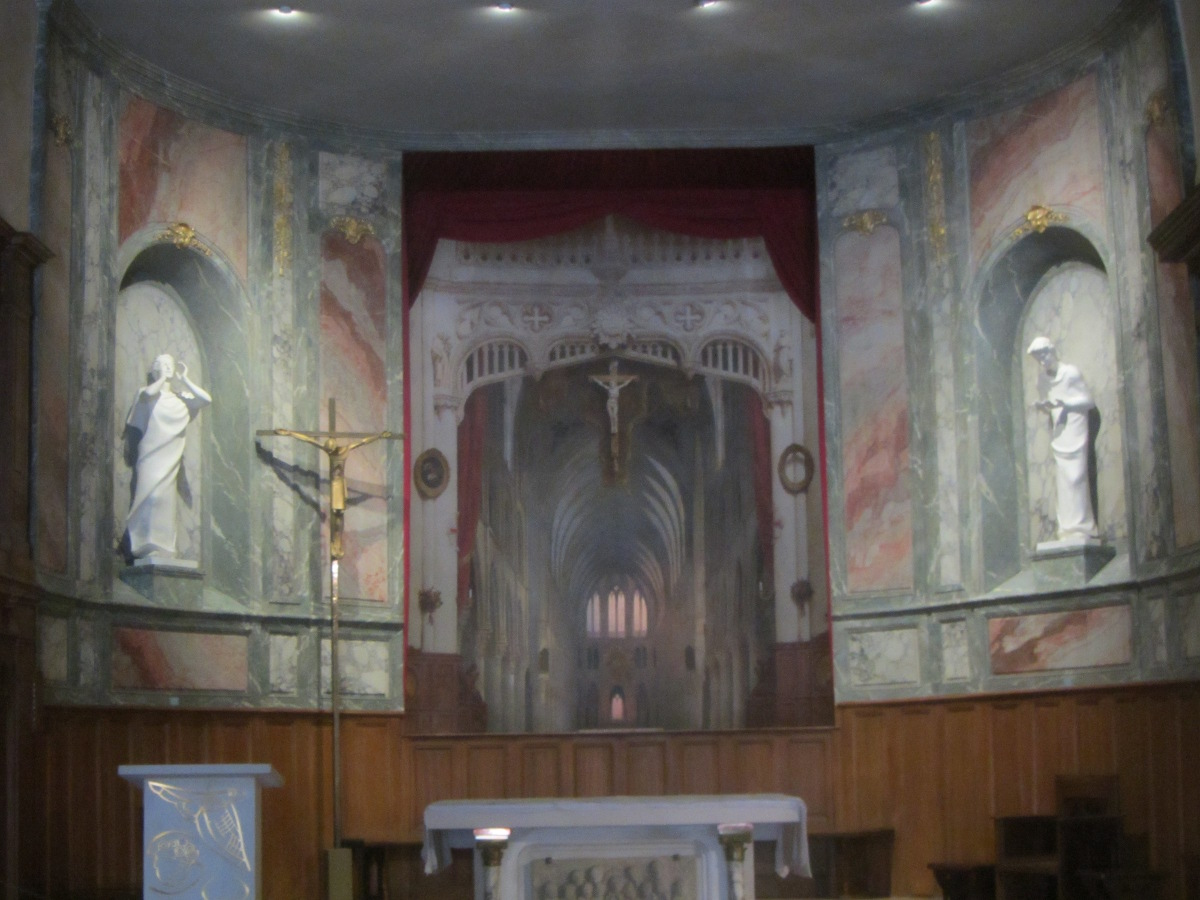
Diorama in der Kirche St-Gervais-St-Protais (19. Jahrhundert)

- Monuments historiques (Objekte) in Bry-sur-Marne in der Base Palissy des französischen Kultusministeriums